# Rencz Antal
Rencz Antal (Nagyvárad, 1942. december 25. –) magyar rendező, színházigazgató.

## Életpályája
Szülei: Dr. Rencz Antal (1901–1976) egyetemi tanár és Szabó Gabriella voltak. 1961–1966 között a Kossuth Lajos Tudományegyetem Bölcsészettudományi Karának hallgatója volt. 1966–1971 között a Győri Kisfaludy Színházban volt dramaturg. 1971–1976 között a Színház- és Filmművészeti Főiskola hallgatója volt színházrendező szakon Major Tamás osztályában. 1975–1979 között Debrecenben volt rendező. 1980–1988 között a Békéscsabai Jókai Színház főrendezője, 1988–1989-ben rendezője volt. 1989–1992 között a Népszínházban rendezett. 1990–1991-ben az Új Idő Színház igazgatója volt. 1992–1996 között a Nemzeti Színház dramaturgja volt. 1992 óta a gyerekeknek és fiataloknak játszó Nevesincs Színház – Theatrum Hungaricum igazgatója.

## Magánélete
1967-ben házasságot kötött Végh Edittel. Három gyermekük született: Antal Botond (1969), Attila Gábor (1975) és Boglárka (1977).

## Színházi munkái
A Színházi Adattárban regisztrált bemutatóinak száma: szerzőként: 19; színészként: 2; rendezőként: 92; díszlettervezőként: 35; jelmeztervezőként: 19.

### Szerzőként
| - János vitéz (1993) - Toldi (1994) - Három szegény szabólegény (1995) - Iciri-piciri mesék (1995) - Honszerző Árpád (1995) - Szent László legendája (1996, 1998) - A két Lotti (1996) - Tündér Lala (2001) | - Szeretve mind a vérpadig (2002) - Twist Olivér (2004) - Íme, hát megleltem hazámat...(?) (2005) - A mi Don Quijoténk (2005) - Pinokkió kalandjai (2005) - Intés az őrzőkhöz (2005) - Hazám (2006) - 'Élt egy nép a Tisza táján' (2006) - Andersen meséi (2006) - Oly korban éltem én e földön (2009) |

### Színészként
- Hennequin-Veber: Elvámolt nászéjszaka....Contrant
- Cervantes: A mi Don Quijoténk....Egy rendező

### Rendezőként
| - Németh László: Az utazás (1969) - Bolt: Kinek se nap se szél. Morus Tamás (1970) - Jékely Zoltán: Mátyás király juhásza (1970, 1989, 1993) - Benedek András: Csudakarikás (1974-1975, 1998) - Tarbay Ede: Gyere velünk Betlehembe (1974) - Wittlinger: Ismeri a Tejutat? (1975, 1977) - Csehov: Leánykérés (1975) - Gorkij: Kispolgárok (1975) - Euripidész: Oresztész (1976, 1982) - Illyés Gyula: Fáklyaláng (1976) - Bates-Rziha: Hogyan házasodott meg Petruska? (1976) - Szép Ernő: Lila ákác (1977) - Leigh: La Mancha lovagja (1977) - Szakonyi Károly: Hongkongi paróka (1977) - Kander-Ebb: Kabaré (1978) - Krúdy Gyula: Az arany meg az asszony (1978) - Móricz Zsigmond: Sátán (1978) - O'Neill: Egy igazi úr (1979) - Illyés Gyula: Bolhabál (1980) - Slade: Jutalomjáték (1981) - Madarász Iván: Tévedések vígjátéka (1981) - Csukás István: Gyalogcsillag (1982) - Victor Máté: Cyrano (1983, 2009) - Németh László: Sámson (1983) - William Shakespeare: Lear király (1984) - Müller Péter: Szeressük egymást gyerekek (1984) - Dunajevszkij: Szabad szél (1985) - William Shakespeare: Szentivánéji álom (1985) - Ábrahám Pál: Viktória (1985) - Betti: Bűntény a kecskeszigeten (1985) - Jacobi Viktor: Leányvásár (1985) - Babay József: Három szegény szabólegény (1986, 1995) - Bart: Oliver! (1986) - Lehár Ferenc: Cigányszerelem (1987) - Gábor Andor: Dollárpapa (1987) - Mikszáth Kálmán: Új Zrínyiász (1987) - Csehov: Cseresznyéskert (1987) - Stolz: Vénusz a selyemben (1988) - Békés József: Sándor, József, Benedek (1988, 1993, 1997) | - Csetényi Anikó: A piros esernyő (1988) - Schiller: Ármány és szerelem (1989) - Puccini: Bohémélet (1989) - Grigic: Ébredj, Kata! (1989) - Illyés Gyula: Lélekbúvár (1989) - Bródy Sándor: A tanítónő (1990) - Békés József: Kardhercegnő (1990) - Csukás István: Ágacska (1990, 1992) - Fésűs-Gebora: A csodálatos nyúlcipő (1991) - Tarbay Ede: Petruska (1992, 1994, 2000) - Fazekas-Móricz: Ludas Matyi (1992) - Petőfi Sándor: János vitéz (1993) - Arany-Jékely: Toldi (1994) - Vörösmarty Mihály: Csongor és Tünde meséje (1994, 1999) - Grimm-Puskin-Andersen-Móra: Iciri-piciri mesék (1995) - Benedek Elek: Honszerző Árpád (1995) - Hegedüs-Bonfini-Arany: Kard és kereszt (Szent László legendája) (1996, 1998) - Kastner: A két Lotti (1996) - Pozsgai Zsolt: Emlékpróba - 1956 (1996) - Csukás István: Csodakaloda (1997) - Jókai Mór: A kőszívű ember fiai (1998) - Fodor Sándor: Csipike - avagy a rettenetes Réz úr (2000) - Goodrich-Hackett: Anna Frank naplója (2001) - Szabó Magda: Tündér Lala (2001) - Jókai Mór: Szeretve mind a vérpadig (2002) - Dickens: Twist Olivér (2004) - József Attila: Íme, hát megleltem hazámat...(?) (2005) - Wasserman: A mi Don Quijoténk (2005) - Collodi: Pinokkió kalandjai (2005) - Ady Endre: Intés az őrzőkhöz (2005) - Petőfi Sándor: 'Élt egy nép a Tisza táján' (2006) - Andersen: Andersen meséi (2006) - Radnóti-Hubay: Oly korban éltem én e földön (2009) |

### Díszlet- és jelmeztervezőként
| - Németh László: Sánson (1983) - Csukás István: Ágacska (1985, 1990 (j), 1992 (j)) - William Shakespeare: Szentivánéji álom (1985) - Armont-Vandenberghe: Fiúk, lányok, kutyák (1985) (j) - Betti: Bűntény a kecskeszigeten (1985) - Jékely Zoltán: Mátyás király juhásza (1989, 1993) (j) - Illyés Gyula: Lélekbúvár (1989) (j) - Fésűs-Gebora: A csodálatos nyúlcipő (1991) (j) - Tarbay Ede: Petruska (1992 (j), 2000) - Fazekas-Móricz: Ludas Matyi (1992) (j) - Békés József: Sándor, József, Benedek (1993, 1997) (j) - Petőfi Sándor: János vitéz (1993) (j) - Arany-Jékely: Toldi (1994) (j) - Babay József: Három szegény szabólegény (1995) (j) - Benedek Elek: Honszerző Árpád (1995) (j) | - Hegedüs-Bonfini-Arany: Kard és kereszt (Szent László legendája) (1996, 1998) - Pozsgai Zsolt: Emlékpróba - 1956 (1996) - Csukás István: Csodakaloda (1997) (j) - Jókai Mór: A kőszívű ember fiai (1998) - Benedek András: Csudakarikás (1998) - Vörösmarty Mihály: Csongor és Tünde meséje (1999) - Fodor Sándor: Csipike - avagy a rettenetes Réz úr (2000) (j) - Goodrich-Hackett: Anna Frank naplója (2001) (j) - Dickens: Twist Olivér (2004) - József Attila: Íme, hát megleltem hazámat...(?) (2005) - Wasserman: A mi Don Quijoténk (2005) - Victor Máté: Cyrano (2009) |

## Filmszerepe
- 1973: III. Richárd(wd) (Dorset márki)

## Művei
- A pódiumi színjátékok dramaturgiája (tankönyv, 1971)
- A magyar szépirodalom színpadon (2002)
- Szent Teréz eksztázisa. Elmélkedések egy régimódi és "szégyentelen" életről/kísérletről: a színészmesterség rendhagyó tanításának sikere/csapdája; Magánkiad., Budapest, 2023